# Hoa hậu Thế giới 1993

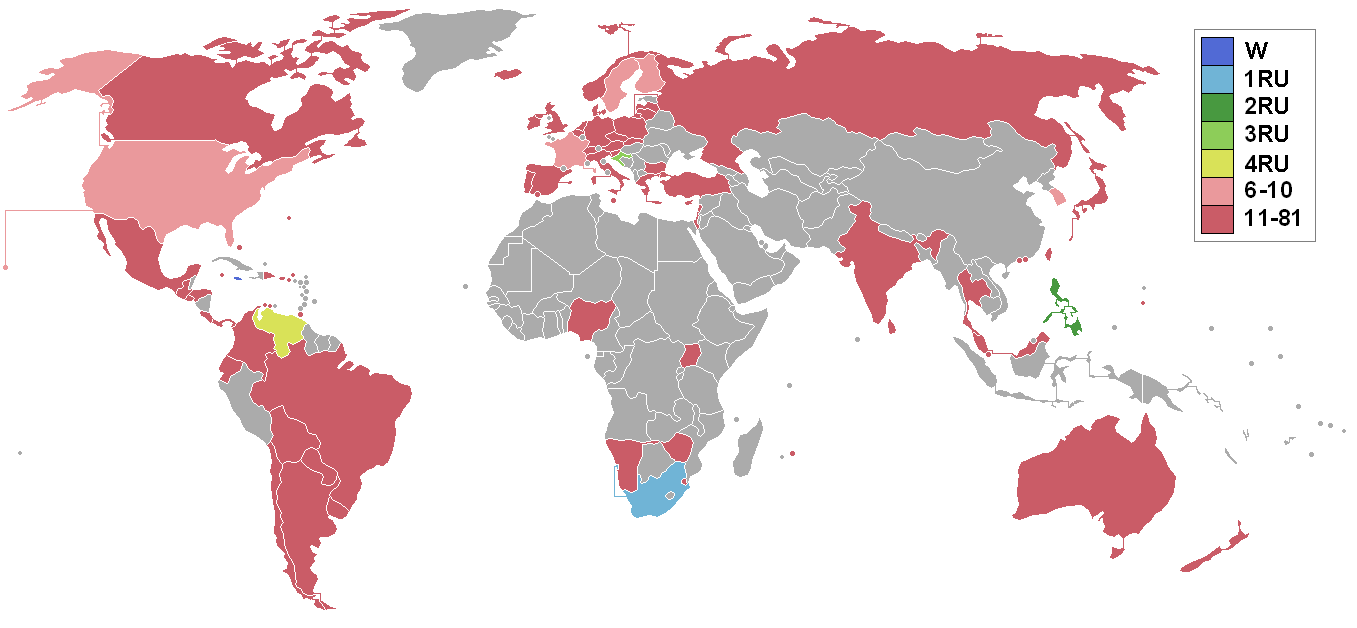
Các quốc gia và vùng lãnh thổ tham dự cuộc thi và kết quả

Hoa hậu Thế giới 1993, là cuộc thi Hoa hậu Thế giới lần thứ 43 được tổ chức ngày 27 tháng 11 năm 1993 tại Trung tâm Giải trí Sun City, Thành phố Mặt trời, Nam Phi. Cuộc thi thu hút 81 thí sinh tham dự. Đây là lần thứ hai cuộc thi được tổ chức tại Thành phố Mặt trời. Cuộc thi cũng gây nên tranh cãi khi để cho hai thí sinh Israel và Liban chụp hình chung với nhau. Những hình ảnh này cũng gây huyên náo tại các quốc gia lân cận. Cuộc thi có sự xuất hiện của người dẫn chương trình Pierce Brosnan người đóng vai James Bond trong tương lai.

## Kết quả

### Thứ hạng
| Kết quả               | Thí sinh |
| --------------------- | --- |
| Hoa hậu Thế giới 1993 | - Jamaica – Lisa Hanna |
| Á hậu 1               | - Nam Phi – Palesa Mofokeng |
| Á hậu 2               | - Philippines – Sharmaine Ruffa Gutierrez |
| Top 5                 | - Croatia – Fani Čapalija - Venezuela – Mónica Lei                                                                                                |
| Top 10                | - Phần Lan – Janina Frostell - Pháp – Véronique de la Cruz - Hàn Quốc – Lee Seung-yeon - Thụy Điển – Victoria Silvstedt - Hoa Kỳ – Maribeth Brown |

### Các nữ hoàng sắc đẹp khu vực
| Châu lục           | Thí sinh                        |
| ------------------ | ------------------------------- |
| Châu Phi           | - Nam Phi – Palesa Mofokeng     |
| Châu Mỹ            | - Venezuela – Mónica Lei        |
| Châu Á & Đại dương | - Philippines – Ruffa Gutierrez |
| Vùng Caribê        | - Jamaica – Lisa Hanna          |
| Châu Âu            | - Croatia – Fani Capalija       |

### Các giải thưởng đặc biệt
| Giải thưởng             | Thí sinh                      |
| ----------------------- | ----------------------------- |
| Trang phục truyền thống | - Ấn Độ – Karminder Kaur-Virk |
| Hoa hậu Cá tính         | - Đan Mạch – Charlotte Als    |
| Hoa hậu Ảnh             | - Ý – Barbara Chiappini       |

## Các thí sinh
| Quốc gia/Lãnh thổ     | Thí sinh                          | Quê nhà               |
| Quần đảo Virgin (Mỹ)  | Suzanne Palermo                   | St. Thomas            |
| Argentina             | Viviana Carcereli                 | Cordoba               |
| Aruba                 | Christina van der Berg            | Noord                 |
| Úc                    | Karen Ann Carwin                  | Brisbane              |
| Áo                    | Jutta Ellinger                    | Viên                  |
| Bahamas               | Jacinda Saye Francis              | Nassau                |
| Bỉ                    | Stephanie Meire                   | Brugges               |
| Bermuda               | Kellie Hall                       | Somerset              |
| Bolivia               | Claudia Lorena Arrieta Justiniano | Santa Cruz            |
| Brazil                | Lylia Virna Menezes Soriano       | Alagoas               |
| Quần đảo Virgin (Anh) | Kaida Donovan                     | Tortola               |
| Bulgaria              | Vera Roussinova                   | Sofia                 |
| Canada                | Tanya Lynn Memme                  | Toronto               |
| Quần đảo Cayman       | Audry Elizabeth Ebanks            | Grand Cayman          |
| Chile                 | Jessica Miroslava Eterovic Pozas  | Punta Arenas          |
| Trung Hoa Dân Quốc    | Virginia Long Vi Yến              | Đài Bắc               |
| Colombia              | Silvia Isabel Duran Angarita      | Bucaramanga           |
| Costa Rica            | Laura Odio Salas                  | San Jose              |
| Croatia               | Fani Čapalija                     | Split                 |
| Curaçao               | Sally Daflaar                     | Willemstad            |
| Síp                   | Maria Magdalini Valianti          | Larnaca               |
| Cộng hòa Séc          | Simona Smejkalova                 | Praha                 |
| Đan Mạch              | Charlotte Als                     | Copenhagen            |
| Cộng hòa Dominica     | Lynn Alvarez Klinken              | Concepción de La Vega |
| Ecuador               | Dana Saab Saab                    | Guayaquil             |
| El Salvador           | Beatriz Eugenia Henríquez Pinto   | San Salvador          |
| Phần Lan              | Janina Frostell                   | Kuhmo                 |
| Pháp                  | Véronique de la Cruz              | Guadeloupe            |
| Đức                   | Petra Klein                       | Lübbenau              |
| Gibraltar             | Jennifer Jane Ainsworth           | Gibraltar             |
| Hy Lạp                | Mania Delou                       | Athens                |
| Guam                  | Gina Burkhart                     | Sinajana              |
| Guatemala             | Maria Lucrecia Flores Flores      | Thành phố Guatemala   |
| Hà Lan                | Hilda van der Meulen              | Friesland             |
| Honduras              | Tania Bruchmann Escorcia          | Tegucigalpa           |
| Hồng Kông             | Lâm Lệ Vi                         | Hồng Kông             |
| Iceland               | Gudrun Hreidarsdóttir             | Reykjavik             |
| Ấn Độ                 | Karminder Kaur-Virk               | Chandigarh            |
| Ireland               | Pamela Flood                      | Dublin                |
| Israel                | Tamara Porat                      | Tel Aviv              |
| Ý                     | Paola Irrera                      | Piacenza              |
| Jamaica               | Lisa Hanna                        | Kingston              |
| Nhật Bản              | Yoko Miyasaka                     | Tokyo                 |
| Hàn Quốc              | Lee Seung-yeon                    | Seoul                 |
| Latvia                | Sigita Rude                       | Liepaja               |
| Liban                 | Ghada El Turk                     | Keserwan              |
| Lithuania             | Jurate Mikutaite                  | Kaunas                |
| Ma Cao                | Isabela Madeira da Silva Pedruco  | Ma Cao                |
| Malaysia              | Jacqueline Ngu                    | Kuala Lumpur          |
| Malta                 | Susanne-Mary Borg                 | Mosta                 |
| Mauritius             | Viveka Babajee                    | Beau Bassin           |
| México                | Elizabeth Margain Rivera          | Thành phố México      |
| Namibia               | Christalene Barbara Kahatjara     | Windhoek              |
| New Zealand           | Nicola Johanna Brighty            | Auckland              |
| Nigeria               | Helen Ntukidem                    | Lagos                 |
| Na Uy                 | Rita Omvik                        | Kongsvinger           |
| Panama                | Aracelys Cogley Preston           | Colon                 |
| Paraguay              | Claudia Florentin Fariña          | Asuncion              |
| Philippines           | Ruffa Gutierrez                   | Manila                |
| Ba Lan                | Aleksandra Spieczyńska            | Wrocław               |
| Bồ Đào Nha            | Ana Luisa Barbosa Moreira         | Porto                 |
| Puerto Rico           | Ana Rosa Brito Suarez             | San Juan              |
| Nga                   | Olga Sysoeva                      | Moskva                |
| Singapore             | Desiree Chan Fam Yin              | Singapore             |
| Slovakia              | Dana Vojtechovska                 | Košice                |
| Slovenia              | Metka Albrecht                    | Postojna              |
| Nam Phi               | Palesa Jacqueline Mofokeng        | Soweto                |
| Tây Ban Nha           | Araceli Garcia Eugenio            | Madrid                |
| Sri Lanka             | Chamila Wickremesinghe            | Colombo               |
| Swaziland             | Sharon Richards                   | Mbabane               |
| Thụy Điển             | Karen Victoria Silvstedt          | Borlänge              |
| Thụy Sĩ               | Patricia Fässler                  | Zürich                |
| Thái Lan              | Matoros Kato Leaudsakda           | Băng Cốc              |
| Trinidad và Tobago    | Denyse Michelle Paul              | San Fernando          |
| Thổ Nhĩ Kỳ            | Emel Yildirim                     | Istanbul              |
| Uganda                | Linda Bazalaki                    | Kampala               |
| Vương quốc Anh        | Amanda Louise Johnson             | Nottingham            |
| Hoa Kỳ                | Maribeth Brown                    | Hollister             |
| Uruguay               | Maria Fernanda Navarro Guigou     | Montevideo            |
| Venezuela             | Mónica Lei Scaccia                | Caracas               |
| Zimbabwe              | Karen Amanda Stally               | Harare                |